# The Centurians
The Centurians was een Amerikaanse surfband uit Newport Beach, geformeerd door Dennis Rose. Ze waren actief in de late jaren 1950 en vroege jaren 1960. Hun muziek is gebruikt in ten minste twee films. Ze hervormden in latere jaren en brachten nieuw materiaal uit. De band is afkomstig uit Costa Mesa, ze waren een septet.

## Bezetting
Oprichters
- Dennis Rose (gitaar, basgitaar)
- Ernie Furrow (gitaar, basgitaar)
- Jeff Lear (basgitaar)
- Joe Dominic (drums)
- Pat Gaguebin (saxofoon, mondharmonica)
- Ken Robinson (saxofoon, fluit, klarinet)
- Jerry Dicks (keyboards)

Laatste bezetting
- Dennis Rose (gitaar, basgitaar)
- Charly Grey-Son (basgitaar)
- David Jobes (drums)
- Perriss Alexander (keyboards)
- Norman Knowles (tenorsaxofoon)
- Dennis Rehders (tenorsaxofoon, baritonsaxofoon)

## Geschiedenis
Ze zijn vooral bekend van hun opname Bullwinkle Part II, een donker en saxy surfnummer van hun gelijknamige album. Dit deuntje is te horen in de film Pulp Fiction uit 1994. Het nummer werd gebruikt om een scène te markeren. Het werd ook gebruikt in de aflevering Girls Versus Suits van het tv-programma How I Met Your Mother. Minder bekend is hun cover van het klassieke nummer Intoxica, een vrolijke surfinstrumental oorspronkelijk van The Revels, gebruikt in de film Pink Flamingos uit 1972.
In 1963 bestond hun bezetting uit Pat Gaguebin, Ken Robinson, Dennis Rose, Joe Dominic, Dennis Kiklas, Ernie Furrow en Jeff Lear. Toen ze hun album in 1963 uitbrachten bij Del-Fi Records, was de hoes identiek (evenals het catalogusnummer) aan de publicatie van Bruce Johnston, vandaar de titel Surfers' Pajama Party - wat niet de naam was die The Centurions in gedachten hadden. Hun naam werd om juridische redenen ergens na 1967 veranderd van The Centurions naar The Centurians.
In 1966 was een deel van de muziek die ze opnamen, samen met muziek van Dave Meyers and the Surf Tones en The Sentinels, betrokken bij juridische stappen van Al Schlesinger tegen het label Del-Fi Records. Schlesinger vertegenwoordigde Anthony Music en zijn belangrijkste aandeelhouder Anthony Hilder in een actie die $ 122.000 nastreeft over royalty's die niet zijn betaald volgens een vermeende overeenkomst voor de masters van albums en het album Battle of the Surf Bands.
In juni 1995 hervormde Dennis Rose The Centurions met Dennis Rose (gitaar), David Jobes (drums), Charly Grey-Son (bas), Perris Alexander (keyboards), Norman Knowles (tenorsax) en Dennis Rehders (tenor en bariton saxofoon). Ze namen het album Bullwinkle Part III op, geproduceerd door Dennis Rose en Perris Alexander. In augustus 1995 gaf een hervormde The Centurions een concert op Pierfest in Huntington Beach. Ondertussen is de band niet meer actief. In 2004 bracht Del-Fi Records hun eerste album Bullwinkle Part II opnieuw uit.

## Discografie
- 1963: Surfers' Pajama Party
- 1995: Bullwinkle Part III